# The Chosen (2015)
The Chosen ist ein US-amerikanischer Horrorfilm von Ben Jehoshua aus dem Jahr 2015. Hauptdarsteller ist der YouTuber Kian Lawley in seinem Filmdebüt.

## Handlung
Cameron lebt in einer disfunktionalen Familie mit einer alkoholsüchtigen Mutter Eliza, dem ebenfalls alkoholsüchtigen Onkel Joey und den betagten Großeltern. Lichtblick in seinem Leben ist seine Nichte Angie. Ihre Mutter ist Camerons drogensüchtige Schwester Caitlin. Diese wurde verstoßen und darf ihre Tochter nicht sehen. Cameron nutzt einen Kurztrip seiner Mutter aus, um seine Nichte mit ihrer Mutter wiederzuvereinen.
In der Nachbarwohnung von Caitlin sind Kampfgeräusche zu hören. Cameron greift ein und kann einen Mann gerade noch retten, bevor dieser umgebracht werden soll. Im Nebenraum befindet sich noch ein schreiendes Baby, doch als Angie das Zimmer betritt, wird sie von einem Geist besessen, und das Baby verschwindet. Cameron erfährt, das die Urheberin des Fluchs Lilith, Adams erste Frau, ist. Angie ist nun verflucht und soll in sechs Tagen von Lilith abgeholt werden. Die einzige Möglichkeit dies abzuwenden ist, indem Cameron sechs Mitglieder seiner Familie in diesem Zeitfenster für Lilith opfert.
Zunächst glaubt Cameron nicht daran. Doch Angie wird krank und merkwürdige Vorfälle ereignen sich im Haus. Schließlich opfert er zunächst seine Großmutter, die von einer dämonischen Kraft unter das Bett gezogen wird. Cameron arbeitet mit Caitlyn zusammen und widerwillig versuchen sie den Fluch zu brechen. Dies läuft nicht immer nach Plan. So töten die beiden nach Onkel Joe, der Tante Jean, dem Großvater zuletzt ihre Mutter, die enthüllt, das sie mitschuldig am Tod von Angies Zwillingsbruder ist. Dieser starb kurz nach der Geburt.
Am Ende sind nur noch Caitlin und Cameron übrig. Schließlich opfert sich Cameron selbst, um seiner Nichte und ihrer Mutter ein gemeinsames Leben zu ermöglichen.

## Hintergrund
The Chosen wurde in Los Angeles, Kalifornien gedreht.
Der Film erschien am 24. Juli 2015 auf Vimeo on Demand, iTunes, Netflix und Google Play. Eine DVD-Fassung erfolgte am 16. September 2016 über Maritim Pictures / AL!VE.

## Kritiken
Der Film wurde generell eher schlecht bewertet.